# Улан (Забайкальский край)
Улан — село в Приаргунском районе Забайкальского края, Россия. Входит в состав сельского поселения «Новоцурухайтуйское».

## История
В 1966 г. указом президиума ВС РСФСР поселок фермы Улан Быркинского откормочного совхоза переименован в Улан.

## Население
| 1989 | 2002 | 2010 | 2021 |
| ---- | ---- | ---- | ---- |
| 517  | ↘425 | ↘353 | ↘319 |